# 青年路 (鳳山區)
青年路（Cingnian Rd.）為高雄市鳳山區的主要道路，南於國泰路二段路口銜接新富路，北於澄清路口續接本館路可通往鳥松區、三民區，共分為二段，中山西路為分段點。為往來高雄市鳳山區以及鳥松區、三民區的重要道路。因高雄市區鐵路地下化完工，青年路地下道及臨時的青年路鋼便橋已拆除填平。

## 行經行政區域
- 鳳山區
- 三民區

## 分段
青年路共分成兩段：
- 一段：南起於國泰路二段口接新富路，北於中山西路口接二段。
- 二段：南於中山西路口接一段，於文藝街、文清街口轉為東西向，並向西於澄清路口接本館路。

## 沿線設施
（由南至北）
- 青年路一段：
  - 臺灣高雄地方法院鳳山簡易庭
  - 法務部調查局高雄市調查處鳳山辦公室
  - 台灣電力公司鳳山區營業處
  - 捷運鳳山西站
  - 7-ELEVEN鳳和門市
  - 50嵐鳳山青年店
  - OK便利商店鳳山青年店
  - 台灣大哥大鳳山青年一直營服務中心
  - 早安美芝城鳳山青年2店

- 青年路二段：
  - 7-ELEVEN俊瑋門市
  - 青年公園
  - 高雄市立青年國中
  - 曹公圳
  - 高雄鐵路綠園道
  - 全國電子鳳山文化門市
  - 全家便利商店鳳山文華店
  - 7-ELEVEN展奇門市
  - 7-ELEVEN青建門市
  - 路易莎咖啡鳳山青年店
  - 石二鍋高雄鳳山店
  - 全聯福利中心鳳山青年店
  - 臺灣土地銀行青年分行
  - EASY SHOP鳳山青年店
  - Gogoro鳳山青年門市
  - 肯德基鳳山青年店
  - 麻古茶坊鳳山青年店
  - 中國信託商業銀行青年分行
  - 鳳山青年特約台灣大哥大
  - 義美食品鳳山青年門市
  - 摩斯漢堡鳳山青年店
  - 花蓮第一信用合作社
  - SUBWAY高雄鳳山青年門市
  - 高雄銀行鳳山分行
  - 屈臣氏青年門市
  - 多那之高雄鳳山青年門市
  - 全家便利商店高雄文山門市
  - 小北百貨高雄青年店
  - 台灣大哥大鳳山青年二直營服務中心
  - 全聯福利中心鳳山青年二店
  - 麗嬰房高雄鳳山青年門市
  - 85度C鳳山文濱店
  - 康是美鳳青門市
  - 遠傳高雄鳳山青年直營門市
  - 寶雅鳳山青年店
  - 7-ELEVEN澄清湖門市
  - 中華郵政高雄澄清湖郵局

## 公共自行車
- 高雄市公共自行車租賃系統：
  - 青年公園：光復路二段1號(對側)
  - 國泰青年路口：國泰路二段/青年路口東北側
  - 青年光華路口：青年路一段/光華路(西南側)
  - 文福青年路口：文福街/青年路二段(西南側)
  - 建國青年路口：建國路三段/青年路二段口(南側)

## 相關連結
- 高雄市主要道路列表